# Chlorissa confusaria
Chlorissa confusaria är en fjärilsart som beskrevs av Otto Staudinger 1892. Chlorissa confusaria ingår i släktet Chlorissa och familjen mätare. Inga underarter finns listade i Catalogue of Life.